# Idioma misquito
El misquito o miskito es un idioma hablado por el pueblo misquito en el territorio de Mosquitia.
Con más de 700 000 hablantes, el misquito es el idioma nativo americano más hablado de Nicaragua y Honduras. La familia de lenguas misumalpas está compuesta del misquito, sumo, y matagalpa. Los idiomas germánicos tienen una fuerte influencia sobre el miskito, principalmente el inglés británico, el alemán y el neerlandés. En la actualidad, la relación se ha invertido: muchos de los antiguos oradores sumo han pasado a hablar miskito, que a su vez ha influido los diferentes dialectos del sumo. Varios de estos (tawahka, panamahka y tuahka) constituyen la subrama del sumo mayangna, mientras que la lengua ulwa se encuentra en otra subrama. La rama de misumalpa matagalpina incluye dos lenguas extintas: matagalpa y cacaopera. En el pasado cacaopera fue hablado en partes del oriente de El Salvador.
El misquito tiene una influencia del inglés. Y contienen algunos préstamos que pudieran ser de origen alemán y neerlandés, debido a la relación que el pueblo misquito tuvo con misioneros de la Iglesia de Moravia y comerciantes neerlandeses.[cita requerida]

## Gramática del misquito

### Pronombres personales
Los pronombres personales en Miskito los siguientes:
| Persona Gramatical | Singular           | Plural                               | Género             |
| ------------------ | ------------------ | ------------------------------------ | ------------------ |
| 1.a                | yang (yo)          | yawan (nosotros/nosotras)            | masculino femenino |
| 2.a                | man (tú/vos/usted) | man nani (vosotros/vosotras/ustedes) | masculino femenino |
| 3.a                | witin (él/ella)    | witin nani (ellos/ellas)             | masculino femenino |

Nota: 'Nani' se usa para pluralizar muchas de las palabras en miskito
Aunque 'yawan' es de primera persona, su conjugación es de 3.a persona.

### Verbos
Muchos verbos del miskito provienen del inglés como por ejemplo:
Want = Querer
Understant = Entender
Laik = Gustar
Wark = Trabajar
Hilp = Ayudar
Kaia (ser/estar)
| Persona gramatical | Singular | Plural | Plural (inclusivo) |
| ------------------ | -------- | ------ | ------------------ |
| 1.o                | sna      | sna    | sa                 |
| 2.o                | sma      | sma    | -                  |
| 3.o                | sa       | sa     | -                  |

Nota: Aunque 'yawan' es de 1.a persona, su conjugación es de 3.a persona.
Kaikaia (ver)
| Persona gramatical | Singular                           | Plural                                        | Plural (inclusivo)                          |
| ------------------ | ---------------------------------- | --------------------------------------------- | ------------------------------------------- |
| 1.o                | Yang kaikisna (yo veo)             | Yang nani kaikisna (nosotros vemos)           | Yawan kaikisa (nosotros+tú/vos/usted vemos) |
| 2.o                | Man kaikisma (tú/vos/usted ves/ve) | Man nani kaikisma (vosotros/ustedes véis/ven) | -                                           |
| 3.o                | Witin kaikisa (él/ella ve)         | Witin nani kaikisa (ellos/ellas ven)          | -                                           |

Pasado simple de "kaikaia".
Yo vi = Yang kaikri
Tu viste = Man kaikram
El o ella vio = Witin kaikan
Nosotros (exclusivo) = Yang nani kaikri
Nosotros (inclusivo) = Yawan kaikan
Ellos vieron = Witin nani kaikan
Futuro simple de "kaikaia"
Yo veré = Yang kaikamna
Tu verás = Man kaikma
El o ella verá = Witin kaikbia
Nosotros (exclusivo) = Yang nani kaikamna
Nosotros (inclusivo) = Yawan kaikbia
Ellos verán = Witin nani kaikbia

## Vocabulario

### Días de la semana
Sandi = Domingo
Mundi = Lunes
Tiusdi = Martes
Wensdi = Miércoles
Tausdi = Jueves
Fraidi = Viernes
Satadi = Sábado

### Números
Kum= Uno
Wal=dos
walh wal
Matchip= Cinco
Matlalkahbi = Seis
Matlalkahbi pura kum= Siete
Et = Ocho
Nain = Nueve
Ten = Diez